# Il milionario
Il milionario è stato un programma televisivo italiano ideato e condotto da Jocelyn Hattab, che nella prima stagione ne era anche il regista. Il programma andò in onda su Rai 2 per due edizioni, dal 1º settembre 1987 al 6 ottobre 1987 (25 puntate) e dal 28 settembre 1988 al 17 novembre 1988 (35 puntate).

## Il programma
Il concorrente selezionato da Jocelyn veniva prelevato e portato in una città a lui sconosciuta a bordo di una lussuosa auto con autista in un albergo di alto livello. Il gioco si svolgeva all'interno della suite più bella a partire dalle ore 21 quando tutti i negozi erano chiusi. Al concorrente veniva dato un elenco telefonico, le Pagine Gialle, TuttoCittà ed un telefono con il quale doveva contattare vari negozianti e riuscire a convincerli a farsi recapitare i premi. Aveva a disposizione 30 minuti ed un capitale di 10 milioni di lire.
Al termine del tempo a disposizione il concorrente non riceveva alcuna somma di denaro, ma il premio consisteva nel diventare proprietario di tutto quanto fosse riuscito a farsi recapitare nei 30 minuti di tempo. Si poteva far recapitare anche una ricevuta dell'acquisto di un bene o servizio come ad esempio una cena in un lussuoso ristorante per 100 persone.